# Daniel-Kofi Kyereh
Daniel-Kofi Kyereh, född 8 mars 1996 i Accra, är en ghanansk fotbollsspelare (anfallare) som spelar för SC Freiburg och Ghanas landslag.

## Klubbkarriär
I juni 2022 värvades Kyereh av SC Freiburg.

## Landslagskarriär
Kyereh debuterade för Ghanas landslag den 3 september 2021 i en 1–0-vinst över Etiopien. I november 2022 blev Kyereh uttagen i Ghanas trupp till VM 2022.